# Isobranchia appendiculata
Isobranchia appendiculata is een eenoogkreeftjessoort uit de familie van de Lernaeopodidae. De wetenschappelijke naam van de soort is voor het eerst geldig gepubliceerd in 1947 door Heegaard.